# Warcisław XI
Warcisław XI (ur. po 1465, zm. zap. 1474 w Darłowie lub Wołogoszczy) – syn Eryka II, księcia wołogoskiego, słupskiego i szczecińskiego oraz Zofii.

## Dyskusje wokół śmierci Warcisława XI
W starszej literaturze przedmiotu umieszczenie Warcisława XI, w rodowodzie książąt pomorskich sprawiało wiele trudności. W oracji Mathiasa von Wedela w 1465 był całkowicie pominięty. Przez R. Klempina uważany za najstarszego z synów Eryka II, który zmarł przed 1465, natomiast przez J. Bugenhagena wymieniony jako najmłodszy z synów księcia pomorskiego. 
Niemiecki historyk M. Wehrmann po analizie dotychczasowych badań ustalił śmierć Warcisława na 1475 i w rodowodzie umieścił tegoż (podobnie jak T. Kantzow) jako trzeciego syna Eryka II. E. Rymar, genealog podważył ustalenia M. Wehrmanna i opowiedział się za T. Kantzowem, który wskazywał śmierć Warcisława na rok 1474 i miejsce zgonu w Wołogoszczy, zaraz po śmierci jego ojca. 
Na obronę swojego stanowiska, polski genealog wskazywał na dokument z 27 maja 1474, w którym Warcisław X zawarł układ z książętami meklemburskimi i, w którym występował w imieniu swoich bratanków. Drugim natomiast dokumentem była wydana prośba przez księżną Zofię z dnia 10 czerwca 1475, która była skierowana do cesarza Fryderyka III o ochronę jej syna Bogusława X przed zakusami Albrechta III Achillesa, elektora Brandenburgii do opanowania ziem Księstwa Szczecińskiego. W liście tym księżna zaznaczyła, że ochrona tyczyła jej jedynego żyjącego syna, co według badacza oznaczało, że Warcisław w tym czasie już nie żył.

## Genealogia
| Warcisław IX ur. 1395? lub w okr. 1395–1400 zm. 17 IV 1457 | Warcisław IX ur. 1395? lub w okr. 1395–1400 zm. 17 IV 1457 |                                                       |                                                       | Zofia ur. najwcz. 1374 zm. 1462 | Zofia ur. najwcz. 1374 zm. 1462 |  |  | Bogusław IX ur. najp. 1405 zm. 7 XII 1446 | Bogusław IX ur. najp. 1405 zm. 7 XII 1446 |                                     |                                     | Maria mazowiecka ur. najp. w okr. 1412–1415 zm. 18 II 1454 | Maria mazowiecka ur. najp. w okr. 1412–1415 zm. 18 II 1454 |
|                                                            |                                                            |                                                       |                                                       |                                 |                                 |  |  |                                           |                                           |                                     |                                     |                                                            |                                                            |
|                                                            |                                                            |                                                       |                                                       |                                 |                                 |  |  |                                           |                                           |                                     |                                     |                                                            |                                                            |
|                                                            |                                                            | Eryk II ur. w okr. 1418–1425 lub późn. zm. 5 VII 1474 | Eryk II ur. w okr. 1418–1425 lub późn. zm. 5 VII 1474 |                                 |                                 |  |  |                                           |                                           | Zofia ur. ok. 1434 zm. 24 VIII 1497 | Zofia ur. ok. 1434 zm. 24 VIII 1497 |                                                            |                                                            |
|                                                            |                                                            |                                                       |                                                       |                                 |                                 |  |  |                                           |                                           |                                     |                                     |                                                            |                                                            |
|                                                            |                                                            |                                                       |                                                       |                                 |                                 |  |  |                                           |                                           |                                     |                                     |                                                            |                                                            |
|                                                            |                                                            |                                                       |                                                       |                                 |                                 |  |  |                                           |                                           |                                     |                                     |                                                            |                                                            |

|  |  |  |  | Warcisław XI (ur. po 1465, zm. zap. 1474) |